# Astichus intermedius
Astichus intermedius är en stekelart som beskrevs av Karl-Johan Hedqvist 1969. Astichus intermedius ingår i släktet Astichus och familjen finglanssteklar.
Artens utbredningsområde är Sverige. Arten är reproducerande i Sverige. Inga underarter finns listade.